# It's So Hard
〈It's So Hard〉는 그의 1971년 음반 《Imagine》에 처음 등장한 존 레논이 쓰고 연주한 노래이다. 음반 발매 직후, 이 노래는 〈Imagine〉의 B 사이드로 발매되었다. 멕시코에서 〈It's So Hard〉는 〈Imagine〉, 〈Oh My Love〉 그리고 〈Gimme Some Truth〉와 함께 EP에 발표되었다. 1986년, 1972년 8월 30일의 라이브 공연이 레논의 라이브 음반 《Live in New York City》에 발표되었다.